# Xã Childstown, Quận Turner, South Dakota
Xã Childstown (tiếng Anh: Childstown Township) là một xã thuộc quận Turner, tiểu bang Nam Dakota, Hoa Kỳ. Năm 2010, dân số của xã này là 237 người.